# Dodenofficie

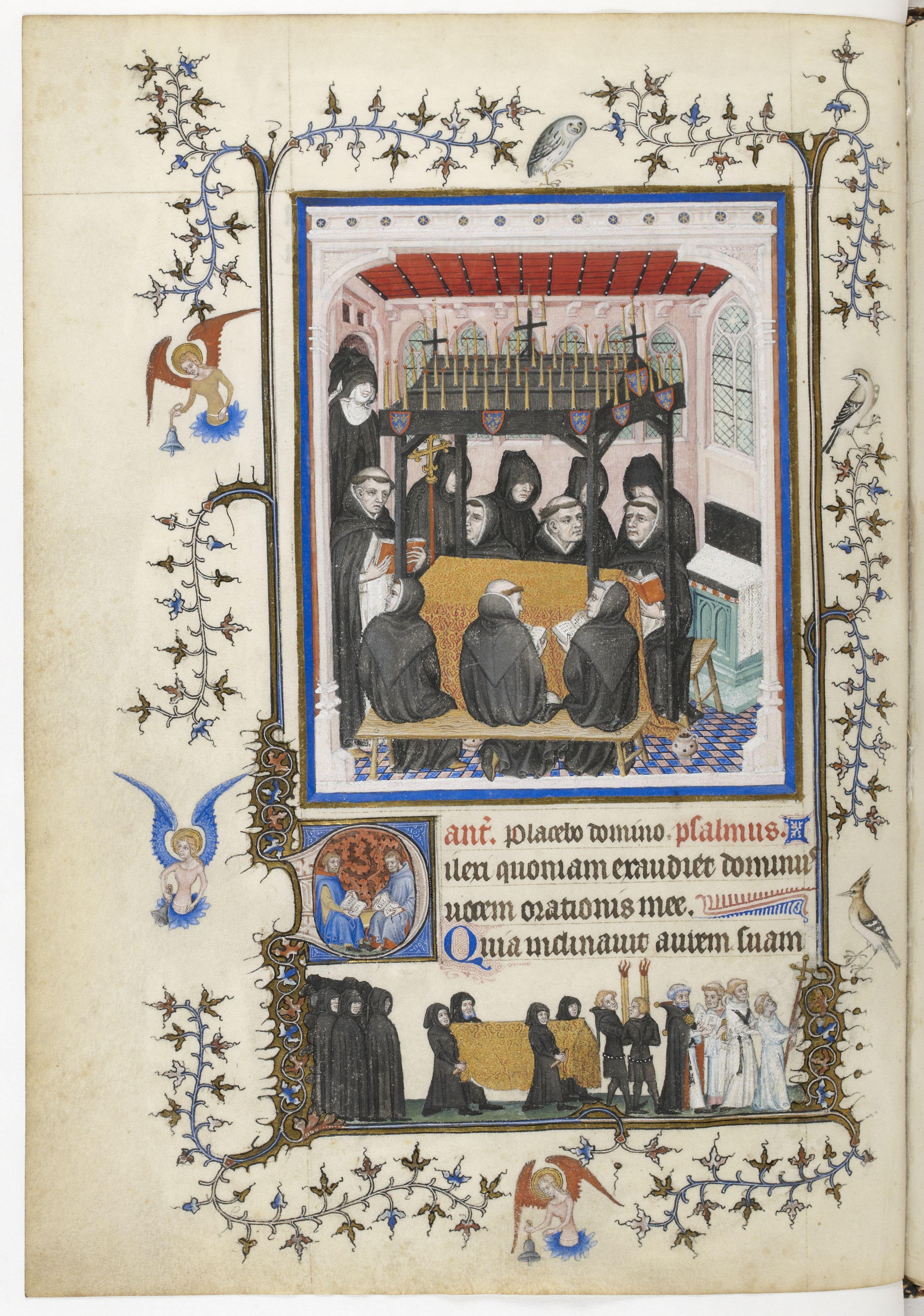
Miniatuur bij de vespers van het dodenofficie uit de Très belles heures de Notre-Dame, f58v

Het Dodenofficie is een verzameling van gebeden die deel uitmaakt van het getijdengebed, het dagelijkse gebed dat door de Rooms-Katholieke Kerk wordt voorgeschreven voor monniken, monialen en priesters. Het wordt gebeden voor de overledenen. Vandaag is het verplicht voor de geestelijkheid op Allerzielen maar het kan natuurlijk ook op andere dagen gebeden worden voor een specifieke overledene. Zoals de andere getijdengebeden is het samengesteld uit psalmen, lezingen uit het Oude en het Nieuwe Testament.

## Geschiedenis
Het dodenofficie is een van de oudste getijden in het getijdengebed. Het bestond uit de gebeden voor de vespers, de metten en de lauden. Dit reflecteerde het gebruik van het dodenofficie als gebed bij de dodenwake. Die begon op de avond voor de begrafenisplechtigheid met een wake bij het stoffelijk overschot. In de nachtelijke uren van de wake werden dan de metten gebeden en bij zonsopgang de lauden, gevolgd door een requiemmis en de teraardebestelling.
Wie het getijde heeft samengesteld is niet geweten, waarschijnlijk is er ook geen echte “samensteller” maar is het ontstaan in de vroege dagen van het christendom uit het bidden van psalmen die aansloten bij het afscheid nemen van het leven en het lezen van passages uit het boek Job die ook bij het onderwerp pasten. De middeleeuwse vorm dateert waarschijnlijk van de 7e of de 8e eeuw. Het is toegeschreven aan verscheidene auteurs zoals Isidorus, Agustinus, Ambrosius en aan Origenes, maar voor geen enkele van deze toewijzingen is er een schijn van bewijs, evenmin als voor latere toewijzingen aan Amalarius of aan Alcuinus.
Het is daarentegen wel zeker dat er een dienst voor de doden bestond van heel vroeg in de geschiedenis van het christendom. Gebeden voor de doden zijn te vinden bij Gregorius van Nyssa, Hiëronimus, Augustinus, Tertullianus en ook inscripties in de catacomben leveren hiervan een bewijs.

## Inhoud

### Middeleeuwse versie
De inhoud is, zoals bij alle oude getijden, variabel, maar ziet er in grote lijnen als volgt uit (de nummering van de psalmen is volgens de Vulgaat):

Vespers: 
- Antifoon: Placebo domino in regione vivorum (Ps. 114:9) Ik zal de Heer behagen in het land der levenden.
- Psalm 114: Dilexi quoniam exaudiet Dominus
- psalm 119: Ad Dominum cum tribularer.
- psalm 120: Leuaui oculos meos.
- psalm 129: De profundis.
- psalm 137: Confitebor.
- Kantiek van de maagd Maria, Lucas1:46-55: Magnificat
- Gebeden

Metten:
- Inviatatorium: Regem, cui omnia vivunt, venite adoremus
- Psalm 94: Venite exultemus Domino
- Nocturne 1

psalm 5: Verba mea
psalm 6: Domine ne in furore
psalm 7: Domine deus meus
Les 1: Parce mihi domine (Job 7:16b-21) + responsorium + vers
Les 2: Taedet animam vitae meae (Job 10:1-7) + responsorium + vers
Les 3: Manus tuae fecerunt (Job 10:8-12) + responsorium + verzen
- Nocturne II

psalm 22: Dominus regit me
psalm 24: Ad te domine levavi
psalm 26: Dominus illuminatio mea
Les 4: Responde mihi (Job 13:22-28) + responsorium + vers
Les 5: Homo natus de muliere (Job 14:1-6) + responsorium + vers
Les 6: Quis mihi hoc tribuat (Job 14:13-16) + responsorium + verzen
- Nocturne III

psalm 39: Expectans expectavi
psalm40: Beatus qui intellegit
psalm41: Quemadmodum
Les 7: Spiritus meus attenuabitur (Job 17:1-3 en 11-15) + responsorium + vers
Les 8: Pelli meae consumptis carnibus (Job 19:20-27) + responsorium + vers
Les 9: Quare de vulva eduxisti me (Job 10:18-22) + responsorium + verzen
Lauden:
- psalm 50: Miserere mei deus
- psalm 64: Te decet hymnus
- psalm 62: Deus deus meus ad te luce vigilo
- Kantiek van Hizkia, Jesaja 38:10-12: Ego dixi in dimidio
- psalm 148: Laudate dominum de caelis
- psalm 149: Cantate dominum canticum novum
- psalm 150: Laudate dominum in sanctis eius
- Kantiek van Zacharias, Lucas 1:68-79: Benedictus dominus deus Israel
- psalm 129: De profundis
- gebeden

Het officie of vigilie van de doden wijkt sterk af van andere getijden in die zin dat het in oorsprong werkelijk om een vigilie gaat en dat de korte getijden (priem, terts, sext en none) ontbreken evenals de vespers van de dag zelf en de completen, ook de standaardaanhef van elk getijde “Deus in adiutorium meum intende” ontbreekt

### Post Vaticanum II versie
De huidige versie van het dodenofficie volgens de Liturgia Horarum editio typica altera (tweede typische editie) bevat de normale cyclus van een weekdag-getijde, namelijk een inleidend gebed, de lezingen dienst, het morgengebed, het middaggebed (of terts, sext en none) en het avondgebed. De dagsluiting wordt van het zondag-getijde genomen.
De inhoud is als volgt (de responsaria en verzen zijn niet vermeld):
Het inleidend gebed
- Psalmvers (ps.50:15) “Domine labia  mea aperies et os meum annuntiabit laudem tuam”. (Heer open mijn lippen en mijn mond zal uw lof verkondigen).
- Psalm 94 (“Venite exultemus”); deze psalm kan vervangen worden door ps.23, ps.66 of ps. 99.

De lezingen dienst (Komt overeen met de vroegere metten).
- Hymne
- 3 psalmen met antifonen (39:2-14; 39:7-18 en 41)
- 2 Lezingen
- Lofzang (Kantiek)
- Afsluitend gebed

Het morgengebed (Komt overeen met de vroegere Lauden)
- Hymne
- Psalm met antifoon (50)
- Kantiek van Ezechias
- Psalm met antifoon (146, 145 of 150)
- Lezing
- Lofzang van Zacharias
- Slotgebeden

Middaggebed (Ter vervanging van de terts, sext en none).
- Hymne
- 3 Psalmen met antifoon (69, 84 en 85)
- Lezing
- Afsluitend gebed

Avondgebed (Vroeger de vespers genoemd).
- Hymne
- Psalm met antifoon
- Lofzang uit het Nieuwe Testament met antifoon
- Psalm met antifoon (120, 129)
- Korte lezing
- Lofzang van Maria met antifoon
- Slotgebeden

Dagsluiting
- Gewetensonderzoek,
- Hymne,
- Psalm met antifoon,
- Korte schriftlezing,
- Simeons lofzang met antifoon,
- Afsluitend gebed
- Aanroeping van Maria

## Gebruik
Bidden voor de doden was aanvankelijk waarschijnlijk een private aangelegenheid. Het officie als dusdanig werd aanvankelijk vooral gebruikt in de kloosters. Met de popularisatie van het getijdenboek kwam het dodenofficie ook bij de gewone leek terecht. In deze fase verdwijnt zeer dikwijls de vigilie of de wake uit het officie en blijven alleen de metten en de lauden bewaard. De leek bidt het dodenofficie om de tijd in het vagevuur te korten voor zijn dierbare overledenen, maar ook voor zichzelf als een soort voorschot op de gebeden die voor hem moeten gezegd worden na zijn overlijden. Het was de gewoonte om het dodenofficie te lezen op de derde, de zevende en de dertigste dag na het overlijden en bij de jaargedachtenissen. Als men getijdenboeken raadpleegt die effectief gebruikt werden, en niet opgeslagen in een of andere Koninklijke boekenkoffer, is het opvallend dat de folia met het officie van de doden vaak meer beduimeld zijn dan de rest, wat op extensief gebruik wijst.
Voor de geestelijkheid was het dodenofficie voor de 16e eeuw geen verplichte lectuur. Het is pas met de pauselijke bul Quod a nobis van paus Pius V in 1568 dat het aanbevolen werd het dodenofficie te bidden, zonder dat een echte verplichting werd opgelegd.